# Нурми, Майла
Майла Нурми (англ. Maila Nurmi, 11 декабря 1921 — 10 января 2008) — американская актриса, воплотившая на экранах образ Вампиры. Культовый персонаж готической субкультуры.

## Биография

### Юные годы
Майла Элизабет Сюрьяниеми (фин. Maila Syrjäniemi) родилась 11 декабря 1922 года в городе Петсамо, Финляндия (сейчас Печенга, Россия). Её семья переехала в США, когда Майле было два года. Детство Майлы прошло в городке Аштабьюла в штате Огайо.
В 17 лет Майла Нурми переехала в Лос-Анджелес, где стала работать моделью для пин-ап художников Альберто Варгаса и Ман Рэя. Тогда же она сменила трудную для восприятия американцами фамилию Сюрьяниеми на Нурми. Подобно многим начинающим актрисам 1950-х годов, она (наряду с Джули Ньюмар и Тиной Луиз) снималась для мужских журналов, таких как «Famous Models», «Gala» и «Glamorous Models».

### Вампира
Образ Вампиры появился в 1953 году, после того, как Нурми пришла на ежегодный бал-маскарад хореографа Лестера Хортона в костюме одного из персонажей комиксов Чарльза Аддамса из журнала «The New Yorker». Её появление с бледной белой кожей и в обтягивающем чёрном платье с глубоким вырезом привлекло внимание телевизионного продюсера Ханта Стромберга Младшего, который пригласил её для участия в ночном шоу на канале «KABC-TV». И уже через год на экранах появилось её собственное шоу — «Шоу Вампиры», в котором она представляла старые фильмы ужасов, передвигаясь в тумане среди паутины. Это было первоe шоу ужасов на телевидении, в котором сюжеты объединялись при помощи ведущей. Имя же Вампира было придумано мужем Нурми Дином Райзнером. Необычный имидж Вампиры, её беседы с домашним пауком Ролло и чёрный юмор способствовали успеху шоу. В 1955 году показ на «KABC-TV» был прекращен. Майле удалось удержать права на образ Вампиры, и вскоре канал «KHJ-TV» возобновил показ её шоу.
В 1954 году актриса была номинирована на премию «Эмми», как «наиболее знаменитый женский персонаж».
В 1958 году Майла Нурми снялась в культовом фильме ужасов Эда Вуда «План 9 из открытого космоса», в котором она так же сыграла вампиршу. С концом пятидесятых закатилась и звезда Вампиры, наступила эпоха забвения Майлы Нурми.

### Личная жизнь
Майла Нурми была хорошо знакома с Мерилин Монро, Элвисом Пресли и Джеймсом Дином. По слухам, с последним её связывала не только дружба. Помимо прочего у Нурми был длительный роман с известным режиссёром Орсоном Уэллсом.
Её первым мужем был сценарист Дин Райзнер, автор сценария к «Грязному Гарри». За Райзнером числится в том числе и ряд сценариев к шоу Вампиры.
20 июня 1961 года Майла Нурми вышла замуж за актёра Фабрицио Миони. Брак продлился недолго и, впоследствии, Нурми развелась с Миони. Ни в первом, ни во втором браке у актрисы не было детей.

### Поздние годы
В середине 1960-х Майла Нурми занялась борьбой за права животных. Эта борьба подточила её финансовое состояние, и актриса долгое время была вынуждена влачить нищенское существование.

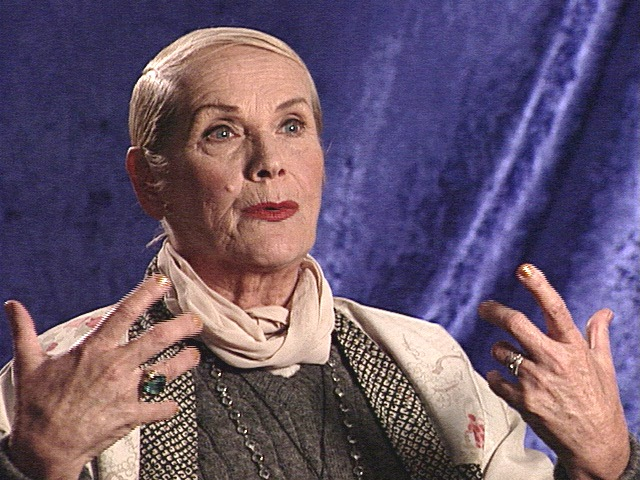
В документальном фильме «Лажа! Тайная история американских фильмов» (2001)

В начале 1970-х актриса открыла антикварный магазин «Чердак Вампиры». Она также создала линию одежды и драгоценностей ручной работы. В начале 1980-х канал «KHJ-ТВ» решил возродить образ Вампиры. Велись переговоры с Нурми, но она в итоге отказалась. «KHJ-ТВ» все же запустил шоу, но имя главной героини было изменено на Эльвира, которую сыграла Кассандра Петерсон. В дальнейшем Нурми неоднократно подавала в суд с претензиями к Кассандре Петерсон, якобы заимствовавшей образ Вампиры для своего персонажа Эльвиры — повелительницы тьмы. Всякий раз суд принимал решение не в пользу Нурми.
В 1994 году Лиза Мэри сыграла Майлу Нурми в фильме Тима Бёртона «Эд Вуд». В это время Нурми часто встречалась с Лизой Мэри для обсуждения нюансов роли. Впоследствии актрисы продолжили своё знакомство.
В 1995 году вышел фильм финского документалиста Мики Дж. Рипатти «О сексе, смерти и налогах», посвящённый Майле Нурми. Последний раз в игровом кино актриса появилась в 1998 году в фильме «Я проснулся рано в день моей смерти». Её роль была небольшим камео. В конце 1990-х Майлу Нурми разыскали участники группы «The Misfits». Будучи давними фанатами Вампиры, они помогли популяризации этого образа Майлы Нурми в современной контр-культуре. И, по признанию, самой Нурми, «практически вернули из забвения». В 2000 году Майла Нурми появилась в документальном фильме посвящённом расцвету и упадку фильмов ужасов «Лажа! Тайная история американских фильмов» Рэя Грина.
В 2001 году был создан официальный сайт актрисы и в продажу поступила её автобиографическая книга. В 2006 году вышел документальный фильм Дэвида Шона Майклса «Вампира: фильм», получивший весьма негативные отзывы критиков, но ставший культовым благодаря участию в нём различных персонажей от Джерри Онли и Кассандры Петерсон до Ллойда Кауфмана и Сида Хайга. Большей частью фильм посвящён судебному процессу Нурми против Кассандры Петерсон.
Последние годы Майла Нурми прожила в небольшой квартире в Северном Голливуде. Актриса умерла 10 января 2008 году в возрасте 86 лет от сердечного приступа. Похоронена на кладбище «Hollywood Forever»

## Влияние на современную культуру
- Персонаж, созданный Майлой Нурми — Вампира — является культовым персонажем среди готов.
- Вампире посвящены песни Бобби Бара, «The Misfits» и «The Devin Townsend Band» — они носят одинаковое название «Vampira».
- Также Вампира воспевается в песнях:
  - «Vampira» хоррор-панк-группы «The Misfits»
  - «Plan 9 Channel 7» панк-группы «The Damned»
  - «Vampolka» «The Devin Townsend Band»
  - «Vampira» «The Devin Townsend Band»
  - «Vampira» Джона Огиста
  - «Vampira» группы Yaga y Mackie
- Джингл «Кам цу ми, Вампайра…» неоднократно звучал в радиоэфире, в рамках передачи Графа Хортицы «Трансильвания беспокоит».
- Один из персонажей мультсериала «Симпсоны» — Буферелла создан под влиянием образов Вампиры и Эльвиры.

## Фильмография
| Год       |     | Русское название                    | Оригинальное название          | Роль                  |
| --------- | --- | ----------------------------------- | ------------------------------ | --------------------- |
| 1947      | ф   | Когда придёт зима                   | If Winter Comes                | гостья                |
| 1948      | ф   | Роман в открытом море               | Romance on the High Seas       | пассажирка корабля    |
| 1952      | с   | Мой герой                           | My Hero                        | Летиша                |
| 1954      | с   | Шоу Реда Скелтона                   | The Red Skelton Show           | Вампира               |
| 1954—1955 | с   | —                                   | The Vampira Show               | Вампира               |
| 1956      | с   | —                                   | Vampira Returns                | Вампира               |
| 1956      | с   | —                                   | Vampira                        | Вампира               |
| 1957      | с   | Театр 90                            | Playhouse 90                   | Вампира               |
| 1958      | ф   | Слишком много, слишком скоро        | Too Much, Too Soon             | эпизодическая роль    |
| 1958      | с   | —                                   | Fright Night                   | Вампира               |
| 1959      | ф   | Поколение битников                  | The Beat Generation            | поэтесса              |
| 1959      | ф   | План 9 из открытого космоса         | Plan 9 from Outer Space        | девушка-вампир        |
| 1959      | ф   | Большой управляющий                 | The Big Operator               | Джина                 |
| 1960      | ф   | Меня принимали за белую             | I Passed for White             | девушка-поэт          |
| 1960      | ф   | Секс-кошечки идут в школу           | Sex Kittens Go to College      | Этта Туди             |
| 1962      | ф   | Волшебный меч                       | The Magic Sword                | ведьма / колдунья     |
| 1986      | ф   | —                                   | Population: 1                  | мать                  |
| 1996      | кор | —                                   | Dry                            | пожилая женщина       |
| 1998      | ф   | Я проснулся рано в день моей смерти | I Woke Up Early the Day I Died | женщина в лобби отеля |
| 2000      | кор | —                                   | No Way In                      | женщина в баре        |
| 1995—2018 | с   | —                                   | Horror Kung-Fu Theatre         | Вампира               |